# Le Travet
Le Travet (okzitanisch: Lo Travet) ist eine Commune déléguée in der französischen Gemeinde Terre-de-Bancalié mit 132 Einwohnern (Stand: 1. Januar 2022) im Département Tarn in der Region Okzitanien.
Die Gemeinde Le Travet wurde am 1. Januar 2019 mit Saint-Lieux-Lafenasse, Ronel, Roumégoux, Terre-Clapier und Saint-Antonin-de-Lacalm zur Commune nouvelle Terre-de-Bancalié zusammengeschlossen. Sie hat seither den Status einer Commune déléguée. Die Gemeinde Le Travet gehörte zum Arrondissement Albi und war Teil des Kantons Le Haut Dadou.

## Geographie
Le Travet liegt etwa 25 Kilometer südöstlich von Albi am Dadou. Umgeben wurde die Gemeinde Le Travet von den Nachbargemeinden Terre-Clapier im Norden und Nordwesten, Teillet im Norden und Nordosten, Mont-Roc im Osten, Arifat im Süden und Südosten, Saint-Antonin-de-Lacalm im Westen sowie Roumégoux im Westen und Nordwesten.

## Bevölkerungsentwicklung
| Jahr                      | 1962 | 1968 | 1975 | 1982 | 1990 | 1999 | 2006 | 2013 |
| Einwohner                 | 173  | 153  | 163  | 153  | 139  | 137  | 133  | 126  |
| Quelle: Cassini und INSEE |      |      |      |      |      |      |      |      |

## Sehenswürdigkeiten

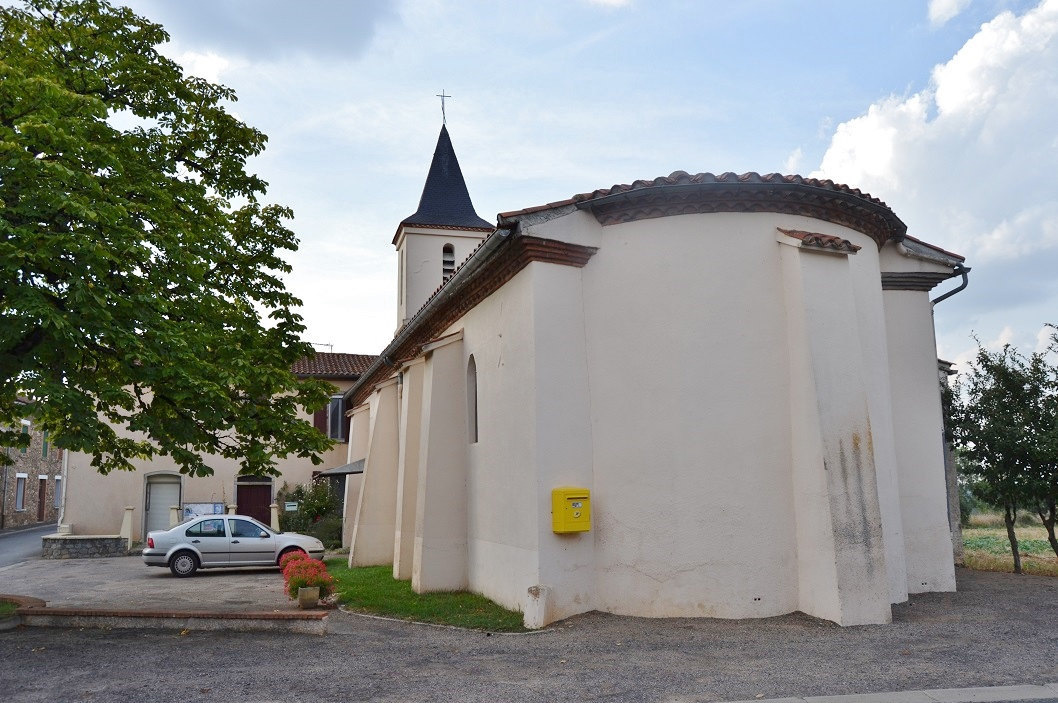
Kirche Saint-Étienne

- Kirche Saint-Étienne
- Schloss Graval